# H2LO
H2LO — третий студийный альбом украинской певицы LOBODA, премьера которого состоялась 24 марта 2017 года. Певица представила свой альбом на большом сольном концерте в киевском Дворце спорта.

## Описание
Работа над новым материалом продолжалась в течение пяти лет. Композиции представляют собой смесь электро и синти-попа с гитарными рифами. H2LO состоит из 17 треков, 9 из которых издаются впервые. Лид-синглом альбома H2LO выбран трек «Случайная», который артистка впервые представила 8 марта на своём сольном концерте во Дворце спорта.
На следующий день после официальной премьеры альбома Светланы Лободы в iTunes, H2Lo занял первую строчку чарта семи стран: Украины, Литвы, Латвии, Эстонии, России, Белоруссии и Казахстана. А шесть новых треков «Случайная», «Париж», «Стерва», «Танцую волосами», «Жарко» и «Невеста» вошли в ТОП-10 самых скачиваемых новинок украинского iTunes. 5 апреля альбом получил статус «платинового».
В сентябре 2017 года H2Lo стал победителем «Реальной премии MusicBox» в номинации «Альбом года».

## Реакция критиков
Рецензент InterMedia Алексей Мажаев отметил, что «в „H2Lo“ чуть ли не каждая песня могла бы стать хит-синглом». По его мнению, в песне «Твои глаза» «вокал безошибочного универсального солдата женской поп-эстрады, воплощающего в себе разом обольстительность, душевность, стервозность, шансонность, пугачёвщину и аллегровщину», а в композиции «Случайная» певица «демонстрирует ещё одну грань, смешивая в одном произведении и лиричность, и ритмичность». «Драматичные „Убей меня“, „Невеста“ и „Чуть-чуть“, распевная „Не нужна“ с элементами фолка, нежные „Одной масти“ и „Париж“, кавер-версия („горяча и бешена“) „Текилы-любовь“ Меладзе — слушателю остаётся только выбрать песню или несколько по вкусу» — пишет Алексей.

## Список композиций
| №   | Название                            | Длительность |
| --- | ----------------------------------- | ------------ |
| 1.  | «Intro»                             | 1:09         |
| 2.  | «Твои глаза»                        | 3:50         |
| 3.  | «Случайная»                         | 3:53         |
| 4.  | «Стерва»                            | 3:39         |
| 5.  | «К чёрту любовь»                    | 3:31         |
| 6.  | «Жарко» (feat. MONATIK)             | 3:52         |
| 7.  | «Убей меня»                         | 3:26         |
| 8.  | «Не нужна»                          | 3:29         |
| 9.  | «Невеста»                           | 3:10         |
| 10. | «Чуть-чуть»                         | 3:57         |
| 11. | «Танцую волосами»                   | 3:34         |
| 12. | «Одной масти»                       | 3:24         |
| 13. | «Париж»                             | 4:02         |
| 14. | «Текила-любовь»                     | 4:15         |
| 15. | «К чёрту любовь» (Kiriyakidi Remix) | 3:28         |
| 16. | «К чёрту любовь» (Hardy Boy Remix)  | 3:06         |
| 17. | «Пора домой» (DJ Antonio Remix)     | 3:11         |

## Сертификации и продажи
| Регион | Сертификация  | Продажи |
| --- | ------------- | ------- |
| Россия (NFPF) | 3× Платиновый | 30 000* |
| * Данные о продажах приведены только на основе сертификации. ^ Данные о тиражах приведены только на основе сертификации. |               |         |

## Клипы
| Клип             | Режиссёр                          |
| ---------------- | --------------------------------- |
| «Не нужна»       | Нателла Крапивина                 |
| «К чёрту любовь» | Нателла Крапивина & Luck out club |
| «Твои глаза»     | Нателла Крапивина                 |
| «Случайная»      | Нателла Крапивина & Luck out club |

## Награды и номинации
| Год  | Премия                     | Номинированная работа | Категория   | Результат |
| ---- | -------------------------- | --------------------- | ----------- | --------- |
| 2017 | «Реальная премия MusicBox» | H2Lo                  | Альбом года | Победа    |